# Котляренко Михайло Григорович
Михайло Григорович Котляренко (1873, Сміла — 13 травня 1952) — винахідник, раціоналізатор, інженер-теплотехнік.

## Біографія
Народився в 1873 році в Смілі (тепер Черкаська область). Півся закінчення в 1895 році технічного училища працював на цукрових заводах України, а в 1923—1932 роках був провідним інженером Управління Головцукру в Москві. Після радянсько-німецької війни реконструював Бердичівський рафінадовий завод. Винайшов методику сушіння цукру струмом високої частоти.
Помер 13 травня 1952 року. Похований в Києві на Лук'янівському цвинтарі (ділянка №1).